# 智海 (月海)
智海（Mare Ingenii）是月球背面少数几个月海地貌之一，坐落在智海盆地。该盆地地层属前酒海纪代，而智海及周边陨石坑地层却为晚雨海世代。月海中主要的地形特征是黑色环状的汤姆孙环形山（直径112公里）及直接从智海/汤姆森环形山向东溢流的熔岩流。智海并不完整，大部分宽阔区域仅稀疏地覆盖了一层暗黑的熔岩席。最大的熔岩流发生在智海盆地东北部的汤姆孙环形山。智海南面是幽暗的奥布鲁切夫环形山。
月海拥有发亮的涡纹状物质，类似赖纳尔伽玛和界海中的图案，这与地形或火山特征无关，而是与磁场有关的。
智海位于正对着雨海撞击盆地的月球背面。
该月海中包含月球上第二个月球地质实例并且是迄今为止地球外仅有的少数几个之一。

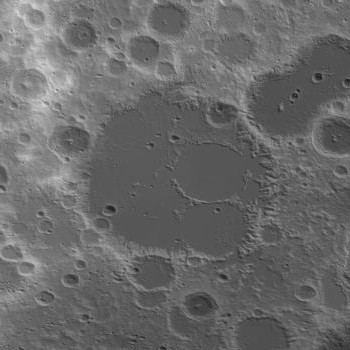
智海地形图
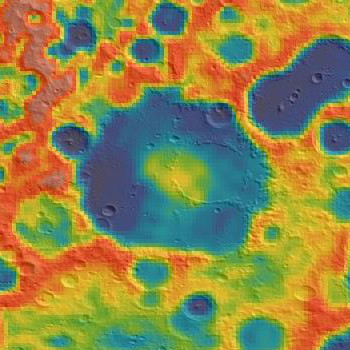
根据圣杯号飞船数据测绘的重力图
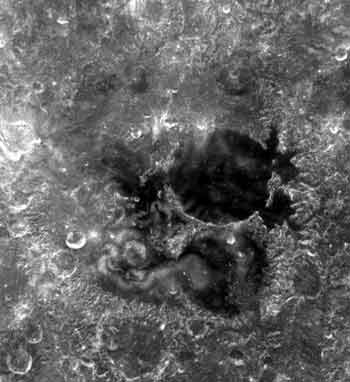
智海俯视图，显示反照率的变化
从阿波罗17号远眺智海，面朝南方。